# 金槿泰
金 槿泰（キム・グンテ、1947年2月14日 - 2011年12月30日）は、韓国の政治家、国会議員。盧武鉉政権与党であったヨルリン・ウリ党の元議長。ソウル大学校経済学科卒。妻は人権運動家の印在謹。

## 生涯
1970年代から1980年代にかけて民主化運動に従事し、指名手配、投獄、拷問といった弾圧を相次いで受けている。その後、1995年に民主党に入党した後、金大中が創党した新政治国民会議を経て1996年4月に国会議員に初当選し、盧武鉉政権で保健福祉部長官を務めた。2006年5月の統一地方選挙後に、惨敗の責任を取り議長職を退いた鄭東泳の後を受け、ウリ党議長に就任した。
ウリ党内では、鄭東泳前議長らとともに、2007年12月に実施された次期大統領選挙の有力候補の一人とされていたが、同年6月に出馬を断念することとなった。2008年4月の第18代総選挙では、2月に民主党と統合して結成された統合民主党に参加して選挙に臨んだが、韓国の新保守勢力であるニューライト運動の代表格で学生運動時代の後輩に当たるハンナラ党の申志鎬（シン・ジホ）候補に敗れた。選挙後、民主党の常任顧問に就任した。
2006年にパーキンソン病を発症したが、その事実を隠して治療を続けた。また2011年11月には脳静脈血栓症が発見され、ソウル大学校病院に入院。12月8日、入院とパーキンソン病であることを公表した。2011年12月30日、ソウル大学校病院にて敗血症で死去。

## 年表
1947年2月14日京畿道富川郡梧亭面（現在の富川市梧亭区）生まれ。本貫は慶州金氏。

### 学歴
- 1959年2月：京畿道楊平郡楊州国民学校卒業
- 1962年2月：ソウル光新中学校卒業
- 1965年2月：京畿高等学校卒業
- 1965年2月：ソウル大学校商科大経済学科入学
- 1972年2月：ソウル大卒業
- 高麗大学校言論大学院修了

### 兵暦
- 1967年：陸軍歩兵入隊
- 1970年8月：陸軍兵長除隊

### 主要経歴
- 1971年2月：内乱陰謀事件指名手配
- 1974年：緊急措置9号違反で指名手配
- 1983年：民主化運動青年連合（民青連）の初代、2代議長
- 1985年～1988年：民青連事件で拘束される。拘束された際、南営洞対共分室で電気拷問を受けた。
- 1989年：全国民族民主運動連合（全民連）の政策企画室長、執行委員長
- 1990年～1992年：全民連の活動で拘束
- 1992年：「民主大改革と民主政府樹立のための国民会議」の執行委員長
- 1993年：「民主抗争記念国民委員会」の共同執行委員長
- 1994年：「統一時代民主主義国民会議」の共同代表
- 1995年
  - 2月24日：民主党入党、副総裁に就任
  - 9月：「新政治国民会議」（国民会議）が創党。副総裁に就任。
  - 「国民会議」道峰甲区地区党委員長
  - 赦免復権
- 1996年4月：第15代総選挙。第15代国会議員当選（道峰甲区、新政治国民会議）
- 1997年：「新政治国民会議」の大統領選挙首都圏対策委員会共同委員長
- 1998年：新政治国民会議の電子政府具現政策企画団の委員長
- 1999年
  - 「国民政治研究会」の指導委員
  - 国民会議、党刷新委員会の委員長
  - 漢陽大学校行政大学院、兼任教授
- 1999年～2000年：国際金融博覧会推進委員会の委員長
- 2000年
  - 1月
    - 新千年民主党道峰甲区の地区党委員長
    - 新千年民主党指導委員

  - 3月：新千年民主党16代総選ソウル地域選挙対策委員会委員長
  - 4月：第16代総選挙。第16代国会議員当選（道峰甲区、新千年民主党）
  - 5月：又石大学校兼任教授
  - 8月：新千年民主党、最高委員に当選
  - 9月：延辺大学碩座教授
  - 10月：新千年民主党公職資金管理および金融構造改革特委の委員長
- 2001年
  - 韓半島平和と経済発展戦略研究財団理事長（現）
  - 新千年民主党、電子去来活性化をするための法令整備政策企画団委員長
  - 新千年民主党、所得格差緩和特別委員会委員長
  - 新千年民主党、常任顧問
- 2002年
  - 6月：8.8再補選特別対策機構委員長
  - 10月：新千年民主党中央選挙対策委員長常任委員
  - 11月：国会政治改革特別委員会委員
- 2003年
  - 6月13日：新千年民主党経済活性化対策特別委員会委員長
  - 9月19日：国民参与統合新党院内代表
  - 10月27日：ヨルリン・ウリ党院内代表
- 2004年
  - 4月15日：第17代総選挙。第17代国会議員当選（道峰区甲、ウリ党）
  - 7月1日：第43代保健福祉部長官就任
- 2005年：又石大学校兼任教授
- 2006年
  - 2月18日：ウリ党最高委員当選
  - 6月10日：ウリ党議長就任
- 2007年
  - 6月12日：大統領選挙への不出馬を宣言
  - 8月：大統合民主新党創党発起人及び中央委員
- 2008年
  - 2月：統合民主党常任顧問
  - 4月：第18代総選挙。ハンナラ党の新人候補に敗北
- 2011年
  - 12月30日：ソウル大学病院にて敗血症のため死去

出典：常任顧問：金槿泰プロフィール（民主党ホームページ）を元に作成

## 逸話
- 拷問による後遺症で大きな声で話すと鼻水が出てしまうため、演説は小さな声でしか行われず、いつもハンカチを持ち歩かなければならない[7]。
- 民主活動家の間では大きな影響力を持ち、別名は「永遠の先輩」である[7]。
- 自分を拷問した李根安（朝鮮語版）の謝罪に対しては虚飾のようなものとして受け入れなかった。ただし、李は後にインタビューで「拷問ではなく尋問であり、尋問は一種の芸術であり、当時の時代状況では愛国だった」などと言ったため、金の批判は正しかったようである[7]。
- 2000年8月の新千年民主党最高委員予備選当時、元民主党顧問の権魯甲（朝鮮語版）から2000万ウォンを受け取ったなどの不法政治資金受取りの容疑で2002年11月に起訴された。この事案について、金は2002年3月の記者会見で自ら認めた[8]。2003年8月、政治資金法違反容疑で求刑は懲役6か月で起訴された金に対し、罰金500万ウォン、追徴金2千万ウォンの罰金刑が宣告されたため、議員失職は回避できた[9]。
- 2005年8月、ライカが安重根の掌の印と「大韓国人」が刻印された限定版のカメラ60台を製作した際、真っ先に贈られたのは保健福祉部長官を務める金であった。理由は「安重根とイメージが似ている」とされた[10]。
- 2006年10月20日、開城工業団地を視察した際に北朝鮮の女性と踊りを踊った（開城ダンス事件）。北朝鮮に対する制裁決議の履行を求めてライス国務長官が歴訪中であったこと、金槿泰が国会国防委員の職にあったことなどから、批判を浴びた。金槿泰は「当時の雰囲気で仕方なかった」と釈明している[11][12][13]。
- 大学時代は社会主義に傾倒しており、日本の社会主義関連の書物を読みたいが為に、独学で日本語を勉強した。

## 関連作品
- 南営洞1985 国家暴力、22日間の記録……1985年に金槿泰が受けた拷問事件を映画化した2012年の映画。